# Anita Gradin
Anita Ingegerd Gradin, född 12 augusti 1933 i Hörnefors församling i Västerbottens län, död 23 maj 2022 i Sankt Görans distrikt i Stockholm, var en svensk journalist, socialdemokratisk politiker och diplomat. Hon var statsråd 1982–1991 och Sveriges första ledamot av Europeiska kommissionen 1995–1999.

## Biografi
Gradin föddes i Hörnefors i Västerbotten och var dotter till pappersarbetaren Ossian Gradin (1910–1986) och Alfhild Gradin (1913–1984), född Englund. Gradin var gift med överstelöjtnant Bertil Kersfelt. Hon tog realexamen 1950, studerade vid LO-skolan 1953, vid Brittisk-Nordiska folkhögskolan 1954, vid Nordiska folkhögskolan i Genève 1958 och blev socionom i Stockholm 1960. Hon var journalist vid Västerbottens Folkblad 1950–1952, anställd vid Svenska skogs- och flottningsarbetareförbundet 1952–1955, journalist på Arbetarbladet i Gävle 1955–1958 och vid TCO-tidningen 1960–1963. Gradin var anställd vid socialvårdens planeringskommitté i Stockholm som sekreterare vid stadskollegiets kommitté för kvinnofrågor 1963–1967, var departementssekreterare vid statsrådsberedningen från 1967, ledamot av skolöverstyrelsens pedagogiska nämnd 1971–1981, av nämnden för internationella hälso- och socialvårdsärenden 1972–1978, ordförande i nämnden för internationella adoptionsfrågor 1973–1979 och ledamot av expertgruppen för invandringsforskning från 1982.
Gradin var ledamot i 1974 års semesterkommitté 1974–1975, av forskarutbildningsutredningen 1974–1977, av delegationen för jämställdhet mellan män och kvinnor 1975–1976, av forskningssamverkanskommittén 1978–1981 och av 1980 års abortkommitté 1980–1982. Hon var sakkunnig i hotell- och restaurangutredningen 1974–1978, ledamot av 1975 års affärskommitté 1975–1977, ordförande i Sveriges socionomförbund 1976–1981 samt styrelseledamot i Stockholms arbetarekommun 1968–1982. Hon var ordförande i Stockholms stads socialdemokratiska kvinnodistrikt 1968–1982 och vice ordförande i kvinnoförbundet från 1975. Gradin var ledamot av stadsfullmäktige i Stockholm 1966–1968 samt ledamot av folktandvårdsstyrelsen/tandvårdsnämnden 1966–1976. Anita Gradin utnämndes 1997 till hedersmedborgare i sin hemkommun Umeå.

## EU-kommissionär
I samband med att Sverige blev medlem i Europeiska unionen 1995 utnämndes Gradin till Sveriges första ledamot av Europeiska kommissionen under dess ordförande Jacques Santer. Hon ansvarade för invandring, rättsliga och inrikes frågor, förbindelser med Europeiska ombudsmannen, ekonomisk styrning och kontroll samt bedrägeribekämpning. Hon hamnade i fokus sedan bedrägeribekämpningen visat sig vara eftersatt och flera kommissionärer, framför allt Édith Cresson, anklagades för korruption. I mars 1999 tvingades hela Santer-kommissionen att avgå och ersattes av en interimskommission under ledning av Manuel Marín. Gradin ingick även i Marín-kommissionen och avgick slutligen i november 1999 då Prodi-kommissionen tillträdde. Under sin tid i EU-kommissionen bidrog Gradin bland annat till lagstiftning om jämställdhet, ökad öppenhet och kriminalisering av sexslavhandel (trafficking).

## Befattningar
- Riksdagsledamot (i andra kammaren för Stockholms stad 1969–70) 1969–1992
- Suppleant i statsutskottet 1969–70
- Suppleant i justitieutskottet 1971–82
- Ledamot av utbildningsutskottet 1971–76
- Ledamot av finansutskottet 1976–82
- Suppleant i Europarådets svenska delegation 1973-80 samt ledamot 1981–82
- Statsråd 8 oktober 1982–1991
  - arbetsmarknadsdepartementet (invandrar- och jämställdhetsminister) 1982–1986
  - utrikeshandelsminister 1986–1991
- Riksdagsledamot, vice ordförande i näringsutskottet 1991–1992
- Ambassadör i Wien 1992–1994
- Ledamot av Europeiska kommissionen 1995–1999
- Ordförande för Handelskammaren Sverige–Israel

## Utmärkelser
- Anita Gradin utsågs den 9 maj 2007 av Europarörelsen i Sverige till Årets europé i Sverige 2007.